# Gjemnes
Gjemnes er en kommune på Nordmøre i Møre og Romsdal fylke i Norge. Den grænser i vest til Eide og Fræna, i syd til Molde, og i sydøst til Nesset kommuner. Nord for fjordene i nord ligger kommunerne Averøy, Frei og Tingvoll.
Kommunecenteret er i Batnfjordsøra inderst i Batnfjorden, et gammelt dampskibsanløbssted, mens kirkestedet med Gjemnes kirke ligger på et næs.

## Kommunikation
Europavej 39 går gennem kommunen. I 1992 blev trafikbilledet helt ændret, da KRIFAST blev åbnet; KRIFAST er et trafikprojekt, der forbinder Kristiansund med fastlandet via flere broer og en tunnel, deriblandt Gjemnessundbroen, der gav øen Bergsøy forbindelse med kommunecenteret. Bergsøysundbroen gjorde kommunen landfast med Tingvollhalvøya; og Freifjordtunnelen til Kristiansund. Mod syd går E39 til Molde. 
Norges første busrute kørte på strækningen fra Batnfjorden til Molde fra 1906. Den nye bilrute indgik i et system med jernbane og dampskib, og passagerer, som ønskede at undgå Hustadvika, hvor det ofte var hårdt vejr, kunne tage et stykke af rejsen over land. På dette tidspunkt var den hurtigste måde at rejse fra hovedstaden Kristiania til amtshovedstaden Molde at tage jernbanen gennem Østerdalen til Trondheim, derfra med dampskib via Kristiansund til Batnfjordsøra og rutebil over Fursetfjeldet. Den første rutebil er bevaret på Romsdalsmuseet. 